# Sobrosa
Sobrosa é uma vila portuguesa sede da Freguesia de Sobrosa do Município de Paredes, freguesia com 4,87 km² de área e 2497 habitantes (censo de 2021), tendo, assim, uma densidade populacional de 512,7 hab./km².
Até ao início do século XIX, constituiu a honra de Sobrosa, chegando a ser sede de um concelho, extinto em 1836. A partir desta data passou a integrar o concelho de Paredes. Até à extinção do concelho de Sobrosa, a povoação-sede desta freguesia usou durante séculos o título de vila, categoria que recuperou a 6 de Abril de 2011, com a aprovação da lei de re-elevação a vila pela Assembleia da República.
A freguesia de Sobrosa confronta a este com Beire, a sudeste com Louredo, a sul com Cristelo, a oeste com Duas Igrejas e Vilela, todas do município de Paredes. A norte confina com a freguesia de Ferreira, e a nordeste com Modelos, ambas do município de Paços de Ferreira.
Situada entre três montes (Serra de São Tiago, Monte do Visalto e Monte do Ladário), os limites administrativos de Sobrosa são os pontos mais elevados do território da freguesia, à exceção da zona sul, na qual se forma o Rio Febros (ou Asmes), fruto da união de todas as linhas de água de Sobrosa.
Este rio, depois de passar por Louredo, Gondalães e Madalena, vai desaguar no Rio Sousa.

## Demografia
A população registada nos censos foi:
| Distribuição da População por Grupos Etários | Distribuição da População por Grupos Etários | Distribuição da População por Grupos Etários | Distribuição da População por Grupos Etários | Distribuição da População por Grupos Etários |
| -------------------------------------------- | -------------------------------------------- | -------------------------------------------- | -------------------------------------------- | -------------------------------------------- |
| Ano                                          | 0-14 Anos                                    | 15-24 Anos                                   | 25-64 Anos                                   | > 65 Anos                                    |
| 2001                                         | 543                                          | 381                                          | 1318                                         | 260                                          |
| 2011                                         | 506                                          | 332                                          | 1458                                         | 345                                          |
| 2021                                         | 320                                          | 331                                          | 1354                                         | 492                                          |

## História
Se há terras que se podem orgulhar do seu passado histórico, Sobrosa é uma delas. Povoação muito antiga, sofreu a influência da romanização, pelo que o seu nome vem do latim “suberosus”, uma adjetivação de “suberis” que tem o significado de sobreiro. Assim, Sobrosa seria terra abundante em sobreiros.
Com raízes documentadas pelo menos a partir de meados do século XII, Sobrosa foi o local escolhido pelo nobre galego Fernão Peres, o Cativo, para aqui fundar uma Honra, que subsistiria durante 700 anos.
Vários membros da Família dos Soverosas desempenharam importantes funções na Corte dos quatro primeiros reis de Portugal, destacando-se o grande fidalgo D. Gil Vasques de Soverosa, vencedor de várias lides e torneios. Após o exílio de D Sancho II em Toledo (1248), a família entrou em decadência.
Nas Inquirições de 1258, refere-se que a Igreja de Santa Eulália de Sobrosa era dos filhos de D. Gil, e que a “villa” continha 47 casais.
D. Afonso III concedeu Foral a Soverosa no dia 5 de Julho de 1273.
Mais tarde, Sobrosa, com o privilégio de Vila e Honra, passa para as mãos dos Marqueses de Vila Real, uma das famílias mais ricas de Entre Douro e Minho.
Em 15 de outubro de 1519 o rei D. Manuel I concedeu Foral Novo à Honra de Soverosa, um documento que espelha a influência que Sobrosa exercia sobre várias freguesias dos atuais concelhos de Paredes, Paços de Ferreira e Lousada, designadamente Cristelo, Madalena, Louredo, Ferreira, Freamunde, Meixomil, Eiriz, Sanfins de Ferreira, Figueiró, Gonsende, Carvalhosa, Sousela e Sanjoaneiras.
Em 1641 D. Luís de Noronha e Meneses, 7.º Marquês de Vila Real, entrou numa conjura contra D. João IV que, no dia 1 de Dezembro de 1640, tinha libertado Portugal do domínio Filipino. D. Luís de Meneses foi decapitado com os outros conjurados e os bens do Marquês de Vila Real foram confiscados, passando para património da Coroa. Nesses bens estava incluída a Honra de Sobrosa.
Em 1654 o Rei D. João IV criou a “Sereníssima Casa do Infantado”, com o objetivo de dotar o Infante D. Pedro com rendimentos próprios, tornando-se uma instituição patrimonial dos segundos filhos dos monarcas, deixando, assim, de estar dependentes do irmão mais velho, herdeiro do trono e dos bens da Coroa. Os bens confiscados ao Marquês de Vila Real passaram a fazer parte do património desta instituição, pelo que a Honra de Sobrosa passou para a posse da Casa do Infantado e para a jurisdição dos infantes de Portugal, até ao advento do Liberalismo, no século XIX.
Durante esta época, Sobrosa, juntamente com a Vila de Azurara (Vila do Conde), constituiu um Almoxarifado, sede de um território extenso, a cargo de um almoxarife, isto é, de um funcionário régio a quem cumpria emprazar ou arrendar os bens da Coroa e superintender na cobrança dos direitos reais ou no seu arrendamento.
Nas Memórias Paroquiais de 1758, o Vigário de Sobrosa, Padre José Dias Torres, informou que Sobrosa “He honra com titulo de Villa de Sobroza” e que “a ela pertence toda a freguezia de Freamunde, parte da de Ferreyra, e tem cazas que sam sogeitas a mesma honra na freguezia de Christello, Besteiros, Madalena, Louredo, Souzella, Figueyrô, Lamozo, Carvalhoza, Sam Fins, Eyris, Meixomil e Sam Pedro da Reymonda”. Referiu, ainda, que “Tem dous juízes Ordinarios e Camera”. Além destes, havia três vereadores, um procurador e um meirinho.
É de referir que este é o “século de ouro” para Sobrosa. Por toda a freguesia, grandes casas se constroem e são reformadas, são edificados os Paços do Concelho e Cadeia e o Pelourinho, são levantadas capelas, a igreja é reconstruída, criam-se confrarias, formam-se padres, bacharéis e militares. Tudo concorre para o progresso da Vila de Sobrosa, como se pode depreender pelo património edificado ainda hoje existente e pela grande quantidade de documentos daquela época que chegou aos nossos dias.
O apogeu de Sobrosa viria a dar-se no início do século XIX, com a elevação a sede de concelho, do qual faziam parte as freguesias de Carvalhosa, Codessos, Eiriz, Ferreira, Figueiró, Freamunde, Lamoso, Meixomil, Modelos, Paços de Ferreira e Sanfins de Ferreira.
No seguimento das lutas liberais, em que as grandes casas, com os seus militares, tomaram o partido miguelista, Sobrosa vê extinto o seu concelho, pelo Decreto de 6 de Novembro de 1836. Todas as suas freguesias são integradas no novo concelho de Paços de Ferreira, exceto Sobrosa, que transita para o de Paredes.
Atualmente, como referência ao seu passado histórico, a freguesia de Sobrosa tem o direito de ostentar quatro torres no seu brasão, em memória aos tempos áureos de vila e honra.
Apesar de perdidos os seus privilégios, Sobrosa chega ao início do século XX como “uma das freguezias mais nobres do concelho” e “uma das freguezias mais ricas do concelho, e das que possum maior numero de bôas casas de habitação”, conforme refere a Monografia de Paredes (1922).
Tal como em muitas outras freguesias desta região, em meados do século XIX floresceu a indústria do mobiliário. No final do século passado, Sobrosa deixa de ser uma freguesia dependente da agricultura, com a chegada das indústrias de confeção de vestuário e a consequente emancipação da mulher.
A 6 de abril de 2011 a Assembleia da República aprovou, por unanimidade, o projeto-lei de re-elevação de Sobrosa à categoria de Vila, restituindo um título tão histórico quanto simbólico para o seu povo.
Hoje, Sobrosa mantém as características rurais que sempre a definiram, aliadas ao desenvolvimento e ao progresso. O surto habitacional e populacional modificou a paisagem, onde o casario se destaca na verdura dos campos e dos montes.
Por tudo isto, Sobrosa é uma terra apetecível e onde dá gosto viver.

## Cultura

### Património edificado

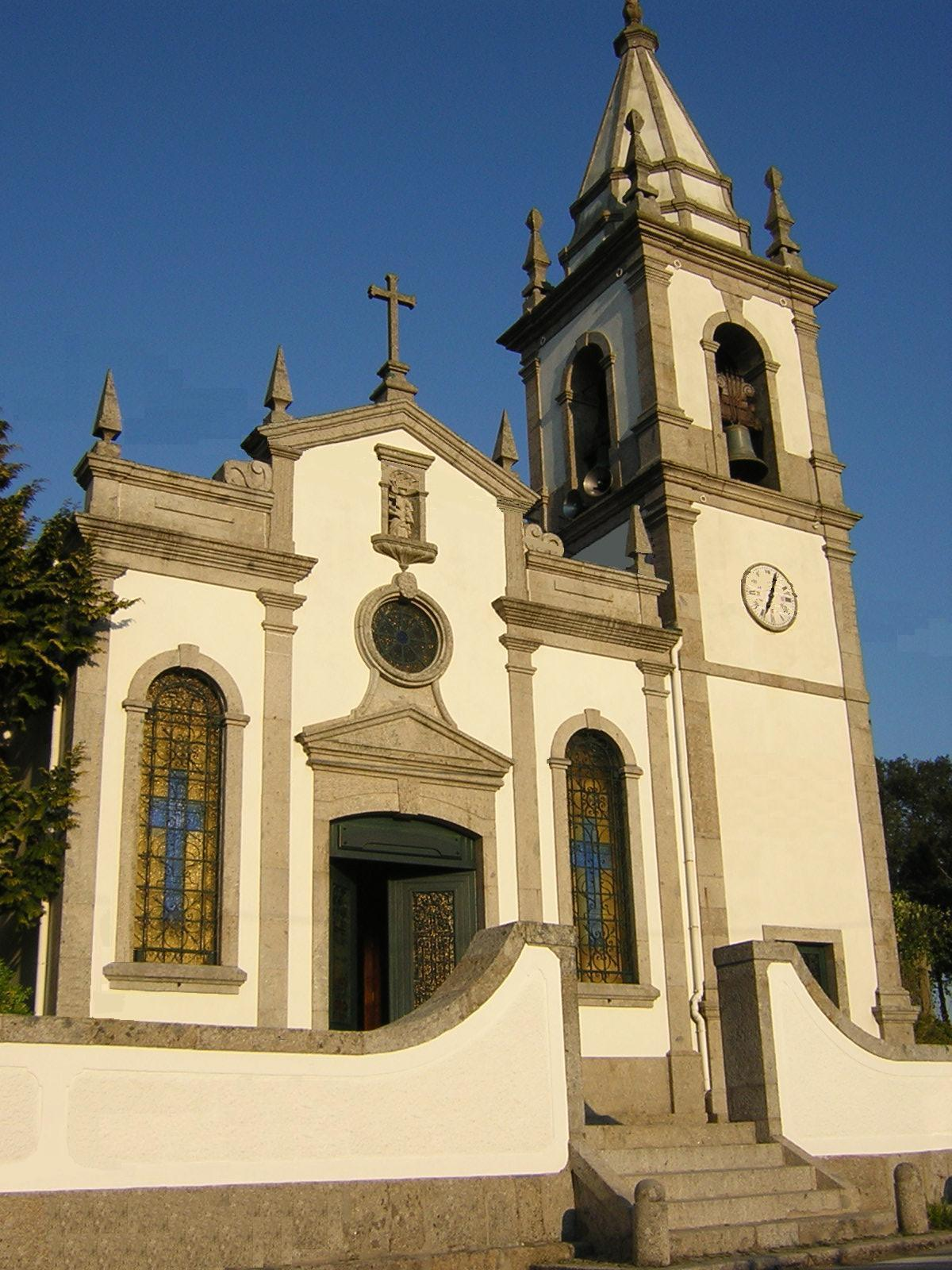
Igreja Paroquial de Santa Eulália de Sobrosa.

- Igreja Paroquial de Santa Eulália de Sobrosa (1520, ampliada em 1919-1926 e em 1984-1986)
- Cruzeiro do Padrão (anterior ao século XVIII, reformado em 1901)
- Cruzeiro de Guindo (1594)
- Capela de Nossa Senhora das Dores da Torre (1782)
- Capela de Nossa Senhora da Conceição de Rial (1764)
- Ponte de Rial (século XVIII)
- Paços do Concelho e Cadeia (século XVIII)
- Casa da Igreja (1792)
- Casa da Portela (1797)

### Património natural
- Serra de São Tiago
- Rio Febros (ou Asmes)

### Espaços culturais, desportivos e de lazer
- Centro Paroquial de Sobrosa
- Casa da Eira
- Complexo Desportivo
- Jardim Soverosa
- Parque de Alvites

### Festas e Romarias
- Mártires Santa Eulália e São Sebastião (fim-de-semana do 1.º Domingo de Agosto)
- Nossa Senhora das Dores (15 de Setembro)
- Nossa Senhora da Conceição (8 de Dezembro)
- Feira Quinhentista (bienal nos anos pares)

## Símbolos Heráldicos
A ordenação heráldica do brasão, bandeira e selo da freguesia de Sobrosa, registada na Direção-Geral das Autarquias Locais sob o n.º 15/2013, foi publicada no Diário da República - 2.ª Série, N.º 150, de 6 de Agosto de 2013, tendo em conta o parecer da Comissão de Heráldica da Associação de Arqueólogos Portugueses, emitido em 1 de Fevereiro de 1999 que, sob proposta da Junta de Freguesia, foi aprovado, por unanimidade, em sessão ordinária da Assembleia de Freguesia, em 28 de Junho de 2013, e que é do teor seguinte:
- Brasão: escudo de prata, um sobreiro arrancado, de sua cor, descarnado de vermelho e landado de ouro, entre uma aspa de púrpura e uma roda dentada de vermelho. Coroa mural de prata de quatro torres. Listel branco, com a legenda a negro: «VILA DE SOBROSA».
- Bandeira: verde, cordões e borlas de prata e verde. Haste e lança de ouro.
- Selo: Nos termos da lei, com a legenda: «JUNTA DE FREGUESIA DE SOBROSA – PAREDES».

O brasão da freguesia de Sobrosa é encimado por uma coroa mural de prata de quatro torres, atendendo ao seu passado em que, durante muitos séculos, foi vila da alta fidalguia portuguesa.
Dentro do escudo de prata sobressaem três símbolos: um sobreiro, uma aspa e uma roda dentada.
O sobreiro simboliza a origem do topónimo Sobrosa, do latim “suberosus”, uma adjetivação de “suberis” que tem o significado de sobreiro. Assim, Sobrosa seria terra abundante em sobreiros.
O sobreiro está entre um aspa de púrpura e uma roda dentada de vermelho.
A aspa está associada ao martírio da sua padroeira, Santa Eulália, que por ocasião das perseguições romanas foi torturada e martirizada, até à morte. A cor púrpura significa dignidade, porque era usada pelos altos dignitários da Corte e da Igreja, nas suas vestes, e que estiveram ligados à história desta terra, como seus senhorios diretos.
A roda dentada simboliza a industrialização. Sobrosa, já nos finais do século XIX, possuía uma indústria, que chegou a ser próspera: a marcenaria. A ela se vieram juntar outras, contribuindo, economicamente, para o bem-estar das gentes de Sobrosa. É de cor vermelha, porque vermelho é o sangue e o sangue é vida. O vermelho implica uma ligação à força e à vitalidade, coisas que não faltam nem nunca faltarão no progresso desta terra.
A bandeira é verde, porque verdes são os campos que foram a riqueza de Sobrosa, no passado, e o verde é, também, a cor da fé e da esperança.
No campo dos metais, o ouro e a prata entram em abundância no brasão e na bandeira, recordando a riqueza do passado, a ponto de Sobrosa ser considerada a terra mais rica desta região.

## Colectividades

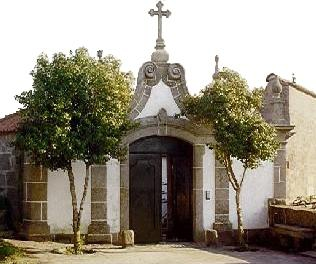
Casa da Igreja, sede da Obra de Assistência Social da Freguesia de Sobrosa.

- Paróquia de Santa Eulália de Sobrosa (século XII)
- Confraria do Subsigno (século XVII)
- Confraria de Nossa Senhora da Conceição (século XVII)
- Confraria das Almas (século XVII)
- Obra de Assistência Social da Freguesia de Sobrosa (1945)

- Centro Cultural e Desportivo de Sobrosa (1980)
- GFDCSP - Grupo Folclórico de Danças e Cantares de Sobrosa - Paredes (1987)
- Associação de Cicloturismo de Sobrosa (1996)
- Grupo de Teatro Amador de Sobrosa (1997)
- «Shotokan Karate Sobrosa». (1999)
- «Grupo de Bombos dos Amigos do Salão Paroquial de Sobrosa». (2001)
- Corpo Nacional de Escutas/Escutismo Católico Português – Agrupamento 1267 Sobrosa (2004)
- Grupo Musical “Amigos da Crise” (2011)
- AMT - Associação Mobilidade e Transportes (2013)
- APEBSISVERBI – Associação de Pais da Escola Básica de Sobrosa/Cristelo (2013)
- Associação Pegadas de Sobrosa (2019)
- Comissão de Festas em honra dos Mártires Santa Eulália e São Sebastião de Sobrosa (2019)
- Clube Motard de Sobrosa (2022)

## Atividade Económica
Sendo uma freguesia pioneira na indústria do mobiliário, desde a primeira metade do século XIX que esta atividade floresceu na freguesia, ocupando, ainda hoje, grande parte da população masculina. Existem diversas fábricas de móveis, bem como serrações de madeiras, carpintarias e polimentos de móveis.
Igualmente importante é o setor têxtil, com quase um milhar de postos de trabalho dentro na freguesia.
O setor primário tem vindo a perder a sua importância, embora a exploração agrícola e pecuária seja ainda uma realidade, cada vez mais modernizada e adaptada aos novos tempos. Destacam-se a produção vinícola e leiteira.
No setor secundário há algumas empresas de construção civil, serralharia civil, pichelaria e eletricidade.
Relativamente ao setor terciário, atualmente destacam-se diversificados serviços ao dispor da população: mini-mercados, cafés, estabelecimentos de restauração, fotógrafo, florista, talho, oficinas de reparação automóvel, cabeleireiros, esteticistas, postos de abastecimento de combustíveis, prontos-a-vestir, advogados, drogarias, lojas de mobiliário, escola de condução, posto dos CTT, agência funerária.
No exterior do edifício da Junta de Freguesia existe uma caixa Multibanco.
Ao nível da saúde existe um Centro Médico, com serviços de clínica geral, ortopedia, medicina dentária, psicologia e análises clínicas.

## Equipamentos e Atividade Social e Cultural
A freguesia de Sobrosa possui diversas coletividades, que impulsionam um dinamismo cultural e desportivo intenso, caracterizado pelo vasto conjunto de iniciativas que decorrem ao longo de todo o ano.
O Centro Cultural e Desportivo de Sobrosa, fundado em 1980, tem na Secção Desportiva uma equipa de futebol sénior e várias camadas jovens de formação, todas elas inscritas em competições distritais. Possui um Complexo Desportivo com as dimensões oficiais. Na Secção Cultural existe o Grupo Folclórico de Danças e Cantares do Centro Cultural e Desportivo de Sobrosa, fundado em 1987, que realiza em cada ano o seu Festival Internacional de Folclore desde 1996. Percorre o país e o estrangeiro na divulgação do nome e costumes da freguesia de Sobrosa.
A Associação de Cicloturismo de Sobrosa, fundada em 2001, é uma coletividade que realiza provas de estrada e de BTT durante todo o ano, bem como em atividades de cariz ambiental.
O Grupo de Bombos “Os Amigos do Salão Paroquial de Sobrosa”, fundado em 2001, tem participado em inúmeras festividades por todo o país, assegurando uma animação de qualidade reconhecida.
Em 2011 surgiu o Grupo Musical "Amigos da Crise", de cariz tradicional, já constituído como associação, que tem animado com as suas atuações festas e arraiais em diversas localidades.
O Centro Paroquial dispõe de uma sala de espetáculos de boas dimensões e com qualidade para qualquer realização cultural. Neste local funcionam diversas coletividades e atividades da freguesia, como o Grupo de Teatro Amador de Sobrosa, o Shotokan Karate Sobrosa e a Biblioteca.
A Paróquia possui um Museu de Arte Sacra, inaugurado em 2002, formado pelo espólio recolhido ao longo dos anos nos espaços paroquiais.
No aspeto religioso, as Confrarias de Nossa Senhora da Conceição, Almas e Subsigno, com centenas de associados, continuam a ocupar um lugar importante, pela celebração das suas festividades, mantendo vivas as tradições que as ergueram no século XVII.
Em 2004 foi fundado o Agrupamento de Escuteiros 1267 do CNE, que muito contribui para a formação pessoal e social dos jovens, realizando atividades diversificadas nos âmbitos lúdico, social, religioso e ambiental.
Ao nível da ação social e da solidariedade, desempenha um papel fundamental a Obra de Assistência Social da Freguesia de Sobrosa. Esta instituição é uma IPSS, tendo sido fundada em 27 de Outubro de 1945, no seguimento da disposição testamentária do Padre António Moreira de Meireles. Atualmente, dispõe das valências de Estrutura Residencial para Pessoas Idosas, Centro de Dia, Centro de Atividades de Tempos Livres, Serviço de Apoio Domiciliário, Lar Residencial, Creche, Componente de Apoio à Família e Habitação Social, prestando apoio a centenas de utentes na freguesia de Sobrosa e limítrofes.
No domínio da educação, Sobrosa dispõe de uma Creche e uma Escola Básica com jardim de infância e 1.º ciclo.
No centro da freguesia existe o Jardim Soverosa, com palco multiusos, esplanada, bar de apoio, WC e parque infantil. É um espaço contíguo ao Lar de Idosos, em que foram preservadas as características do campo, permitindo o contacto dos utentes da instituição com a natureza. Neste local tem o início um percurso pedestre com cerca de 6 quilómetros, que percorre vários caminhos da freguesia, e onde se pode admirar o património edificado e ambiental.
O Parque de Alvites, situado junto a uma linha de água que dá origem ao Rio Febros (ou Asmes) é um outro espaço de lazer com horta pedagógica e parque infantil, sendo um espaço privilegiado para a realização de piqueniques. Encontra-se em fase de ampliação, e terá um parque de jogos.
A nível cultural são dignas de menção as festas em honra dos Mártires Santa Eulália e São Sebastião, realizadas no primeiro fim-de-semana de Agosto, que atraem milhares de forasteiros para as atividades religiosas e recreativas.
O turismo rural é uma realidade na Casa da Torre, aliada à gastronomia dos diversos restaurantes.

## Organização política e administrativa[9]

### Junta de Freguesia
- Presidente: Américo Manuel de Oliveira e Castro (Sentir Sobrosa Movimento Independente)
- Secretário: Maria da Anunciação Gomes Leal (Sentir Sobrosa Movimento Independente)
- Tesoureiro: Ricardo José Barros da Silva (Sentir Sobrosa Movimento Independente)

### Assembleia de Freguesia
- Presidente: Cristiano Marques da Costa (Sentir Sobrosa Movimento Independente)
- 1.º Secretário: Carlos José de Bessa Santos (Sentir Sobrosa Movimento Independente)
- 2.º Secretário: Ivone da Silva Fernandes (Sentir Sobrosa Movimento Independente)
- Deputado: Joana Sofia Gomes Ferreira da Silva (Sentir Sobrosa Movimento Independente)
- Deputado: António Alexandre Moreira Cardoso (Sentir Sobrosa Movimento Independente)
- Deputado: Ana Rita Gomes Pereira (Sentir Sobrosa Movimento Independente)
- Deputado: Fernando Jorge Mendonça da Silva (Sentir Sobrosa Movimento Independente)
- Deputado: Júlia Dias Nunes (PS)
- Deputado: Pedro Miguel Mendonça Barbosa (PS)